# Georg Albertsen
Georg Albert Christian Albertsen (12 luglio 1889 – 28 aprile 1961) è stato un ginnasta danese.

## Palmarès

### Olimpiadi
- 1 medaglia:
  - 1 oro (Anversa 1920 nel concorso libero a squadre)